# Серебряный молоток
«Серебряный молоток» — ежегодная награда, которую Американская ассоциация юристов присуждает юристам, журналистам, писателям, режиссёрам и другим людям, которые помогают улучшить понимание юриспруденции в США.

## Вручение
«Серебряный молоток» является высшей формой признания Американской ассоциацией юристов заслуг авторов произведений, которые в популярной форме демонстрируют работу американской юридической системы. Награда вручается в нескольких номинациях на ежегодном собрании Американской ассоциации юристов. Решение о награждении участников объявляются председателем постоянной комиссии Американской ассоциации юристов.

## История
Ассоциация юристов вручила первую награду в 1958 году. В этом году награды был удостоен фильм режиссёра Сидни Люмета «12 разгневанных мужчин». Режиссёр фильма  «Нюрнберг» Стенли Крамер получил награду в 1962 году, а в 1963 году за ленту «Убить пересмешника» «Серебряный молоток» получил режиссёр Роберта Маллигана. В 1985 году был зарегистрирован 391 номинант на премию В дополнение к 15 лауреатам премии, награждённым в 1987 году, Американская ассоциация юристов также отметила 20 номинантов специальными дипломами за особые заслуги. В 1988 году 298 организаций представили 500 кандидатов для рассмотрения на премию «Серебряный Молоток». В 1996 году было вручено 12 наград, в том числе литературные произведения, произведения, написанные в периодических изданиях, журналистике, пьесах и письмах для телевидения. 51-я награда «Серебряный Молоток» была объявлена президентом Американской ассоциации юристов Уильямом Х. Нойком в Вашингтоне, в Национальном пресс-клубе, в неё вошли лауреаты «Denver Post», «The Dallas Morning News» и Джеффри Тобин за книгу «Девять: в секретном мире Верховного суда» В 2011 году судья Жан Хадсон Бойд стала первой женщиной, получившей награду.